# 제일린 코프
제일린 샬럿 코프(영어: Jaelin Charlotte Kauf, 1996년 9월 26일~)는 미국의 프리스타일 스키 선수로 주 종목은 모굴이다. 2022년 동계 올림픽 여자 모굴 종목에서 은메달을 획득했다.